# August de Boeck
(Julianus Marie) August de Boeck (født 9. maj 1865 i Merchtem, Belgien, død 9. oktober 1937) var en flamsk komponist , organist og pædagog.
de Boeck studerede på Bryssel musikkonservatorium, og hos Paul Gilson. Han var
Inspireret af den russiske skole og af impressionismen.
Han har skrevet en symfoni, orkesterværker, operaer, kammermusik, balletmusik,  og vokal musik etc.

## Udvalgte værker
- Symfoni i G (1895) - for orkester
- "Symfonisk suite" "af møllen "La Phalène"" (1896) - for orkester
- Klaverkoncert (1932) - for klaver og orkester
- Violinkoncert (1929) - for violin og orkester
- Elegi (19?) -  for strygerorkester
- "Askepot" (1895) – ballet
- "Barnlig" (19?) (fire sange) - for mezzosopran og klaver
- "Reinaert de Vos" (1909) - opera
- "Dahomean Rapsodi" (1893) (fanfare) - for orkester